# Sclerochiton
- Commons
- Wikispecies

Sclerochiton Harv., 1842, segundo o Sistema APG II, é um gênero botânico da família Acanthaceae, encontrado nas regiões tropicais da África.

## Sinonímia
- Butayea De Wild.
- Isacanthus Nees
- Pseudoblepharis Baill.

## Espécies
As principais espécies são:
Sclerochiton albus Sclerochiton apiculatus Sclerochiton bequaerti
Sclerochiton boivini Sclerochiton caeruleus Sclerochiton cyaneus
Sclerochiton gilletii Sclerochiton glandulosissimus Sclerochiton harveyanus
Sclerochiton hirsutus Sclerochiton holstii Sclerochiton ilicifolius
Sclerochiton insignis Sclerochiton kirkii Sclerochiton nitidus
Sclerochiton obtusisepalus Sclerochiton odoratissimus Sclerochiton preussii
Sclerochiton scissisepalus Sclerochiton sousai Sclerochiton stenostachyus
Sclerochiton tanzaniensis Sclerochiton triacanthus Sclerochiton uluguruensis
Sclerochiton vogelii